# Camille Japy
Pour les articles homonymes, voir Japy (homonymie).
Camille Japy est une actrice et réalisatrice franco-⁣⁣belge⁣⁣ née le 7 septembre 1968 à Bruxelles.

## Biographie
Camille Japy se forme à la scène à la Royal Academy of Dramatic Art à Londres et au Conservatoire national supérieur d'art dramatique à Paris. Au théâtre, elle joue des pièces d'auteurs classiques ou contemporains. Jean-Charles Tacchella lui offre son premier rôle dans un long métrage dans Dames galantes, sorti en 1990.

## Filmographie

### Cinéma

#### Longs métrages
- 1990 : Dames galantes de Jean-Charles Tacchella : La demoiselle d'honneur de Marguerite
- 1993 : Métisse de Mathieu Kassovitz : L'amie de Félix en boîte de nuit
- 1993 : La Femme à abattre de Guy Pinon : La fille cabine
- 1996 : Chacun cherche son chat de Cédric Klapisch : Victoire
- 1996 : Le Cri de la soie d'Yvon Marciano : le modèle
- 1996 : Anna Oz d'Eric Rochant : Dr Florence
- 1996 : L'@mour est à réinventer de François Dupeyron : Marie
- 1997 : Grève party de Fabien Onteniente : Madeleine
- 1999 : Nos vies heureuses de Jacques Maillot : Émilie
- 1999 : Le Monde de Marty de Denis Bardiau : Claire
- 2000 : Scènes de crimes de Frédéric Schoendoerffer : Clara
- 2001 : Électroménager de Sylvain Monod : Nicole
- 2001 : Les Fantômes de Louba de Martine Dugowson : Jeannie
- 2001 : J'ai tué Clémence Acéra de Jean-Luc Gaget : L'employée de la morgue
- 2002 : Plus haut de Nicolas Brevière : Irène
- 2003 : Toutes les filles sont folles de Pascale Pouzadoux : Rosalie Plaisir
- 2003 : Le Coût de la vie de Philippe Le Guay : Milène
- 2003 : Une affaire qui roule d'Éric Veniard : Michelle
- 2005 : Douches froides d'Antony Cordier : La femme de l'entraîneur
- 2007 : La Vie d'artiste de Marc Fitoussi : Annabella
- 2007 : Odette Toulemonde d'Éric-Emmanuel Schmitt : Nadine
- 2007 : Très bien, merci d'Emmanuelle Cuau : La cliente agitée
- 2008 : Taken de Pierre Morel : Isabelle
- 2009 : Cœur animal de Séverine Cornamusaz : Rosine
- 2011 : La Croisière de Pascale Pouzadoux : Camille
- 2011 : Le Diable dans la peau de Gilles Martinerie
- 2013 : Alceste à bicyclette de Philippe Le Guay : Christine
- 2013 : 20 ans d'écart de David Moreau : Élisabeth Lantins
- 2015 : Gaz de France de Benoît Forgeard : La présentatrice
- 2015 : Voyage en Chine de Zoltan Mayer : La fonctionnaire
- 2017 : Corporate de Nicolas Silhol : Catherine
- 2017 : De toutes mes forces de Chad Chenouga : La mère d'Eva et Maxime
- 2018 : Break de Marc Fouchard : Lucie
- 2019 : Rendez-vous chez les Malawas de James Huth : Alice
- 2020 : Comment je suis devenu super-héros de Douglas Attal : Elisabeth Caghieri
- 2021 : Les Fantasmes de David Foenkinos et Stéphane Foenkinos : La femme au bar
- 2024 : Dans la cuisine des Nguyen de Stéphane Ly-cuong : Angela
- 2025 : Le Secret de Khéops de Barbara Schulz : Catherine Girod

#### Courts métrages
- 1990 : Embrasse-moi de Noémie Lvovsky
- 1993 : Méprises multiples de Christian Charmetant : Béa[3]
- 1994 : Dadou de Roberto Garzelli : Béa
- 1995 : La Petite Mort de François Ozon : Camille
- 1995 : Suivez le bébé de Gérard Jumel
- 1997 : Il y a des journées qui mériteraient qu'on leur casse la gueule d'Alain Beigel : Francine
- 1998 : La Part des choses de Julien Donada
- 1998 : Scènes de lit de François Ozon : La femme
- 1998 : Les Jours bleus d'Isabelle Broué : Agathe
- 1998 : L'Onzième commandement de Mama Keïta
- 1998 : Beaucoup trop loin d'Olivier Jahan
- 1999 : La Mort dans l'âme de Simon Leclère
- 1999 : Fleshback de Fred Noël
- 2002 : Sachez chasser d'Elsa Barrère et Marc Fitoussi : Evelyne
- 2003 : L'Escalier de Frédéric Mermoud : Hilary
- 2005 : La Jeune femme qui lisait des romans d'amour de Régis Mardon : Annie
- 2007 : Déjà vu de Guillaume Bonnier : La médecin
- 2009 : Supergirl de Juliette Sales et Fabien Suarez : La mère
- 2011 : Mon arbre de Bérénice André : Cathy (moyen métrage)
- 2011 : L'empailleuse d' Olivier Saladin : Florence
- 2012 : A Way de Julien Drach : Elle
- 2016 : En famille de Jérôme Waquet
- 2018 : Le Malheur des autres de Barbara Schulz
- 2019 : (Un peu) énervé de Pierre Amstutz Roch : Dr Delatre
- 2019 : Tout se mérite de Pierre Amstutz Roch : Fiona
- 2021 : Catarina de Pierre Amstutz Roch : Sophie

### Télévision

#### Séries télévisées
- 1994 : Julie Lescaut : Martine Verneuil
- 1996 : Deux justiciers dans la ville : Mado
- 1997 : Maigret : Germaine Devon
- 1997 / 2001 : Combats de femmes : Lisa
- 1998 : Regards d'enfance : Lucie
- 2000 : Crimes en série : Zelda Christensen
- 2002 : Vertiges : Sonya
- 2006 : Fête de famille : Odile
- 2007 : Le Réveillon des bonnes : Odile Dubreuil
- 2011 : La Loi selon Bartoli : Patricia Juano
- 2011 : Le Repaire de la vouivre : Delphine Pratt
- 2011 : Deux flics sur les docks : Jeanne Chambert
- 2012 : Profilage : Sandra Maréchal
- 2013 : Tiger Lily, 4 femmes dans la vie : Rachel
- 2016 : Mongeville : Catherine Vannier
- 2016 : Lebowitz contre Lebowitz : Valérie Rouddy
- 2016 : Sam : Muriel
- 2017 : Engrenages : Fabienne Mangin
- 2018 : Qu'est-ce qu'on attend pour être heureux ? : Maria
- 2019 : Replay : Madame Pinglet
- 2020 - 2022 : Emily in Paris : Louise
- 2025 : 37 Secondes : Bénédicte Vidal

#### Téléfilms
- 1997 : La Vie en face de Laurent Dussaux : Fabienne
- 1998 : Divorce sans merci de Thomas Vincent : Cécile Froment
- 2001 : L'Impasse du cachalot d'Elisabeth Rappeneau : Sarah
- 2001 : Libre à tout prix de Marie Vermillard : Lisa
- 2005 : La Parenthèse interdite de David Delrieux : Sophie Moreau
- 2010 : Le Pigeon de Lorenzo Gabriele : Odile Jourdain
- 2011 : Une nouvelle vie de Christophe Lamotte : Agnès
- 2014 : Intime conviction de Rémy Burkel[4] : Judith Lebrun
- 2015 : Mystère à la Tour Eiffel de Léa Fazer : Charlotte Legendre
- 2019 : Moi, grosse de Murielle Magellan : Noémie

#### Réalisatrice
- 2018 : Petites filles (court métrage)
- 2023 : Sous le tapis

## Théâtre
- 1990 : Grand-peur et misère du IIIe Reich de Bertolt Brecht, mise en scène Pierre Meyrand, C.D.N. de Limoges
- 1990 - 1991 : Bal-trap de Xavier Durringer, mise en scène de l'auteur, tournée
- 1993 : Un paysage sur la tombe de Fanny Mentré, mise en scène de l'auteure, Festival d'Avignon
- 1995 : L'Ordalie de Gildas Milin, mise en scène de l'auteur, Théâtre de la Tempête
- 1995 : Nuit blanche de Mama Keïta, mise en scène de l'auteur, Festival de la Francophonie (Limoges)
- 1996 : Un paysage sur la tombe de Fanny Mentré, mise en scène de l'auteure, Théâtre de la Bastille
- 1996 : Chabada (bada) de Fanny Mentré, mise en scène Alain Milianti, Le Volcan Le Havre
- 2002 : Amphitryon de Molière, mise en scène Stuart Seide, Théâtre du Nord
- 2003 : Cinq Filles couleur pêche d'Alan Ball, mise en scène Yvon Marciano, Théâtre de l'Atelier
- 2006 : Un cheval de Jean-Marie Besset d'après L'Influence de l'argent sur les histoires d'amour de Christophe Donner, mise en scène Gilbert Désveaux, Pépinière Théâtre
- 2007 : Andromaque de Racine, mise en scène Declan Donnellan, Théâtre du Nord, TNBA, Comédie de Reims, Théâtre des Bouffes du Nord, La Criée
- 2008 : Andromaque de Racine, mise en scène Declan Donnellan, MC2, Comédie de Genève, Les Gémeaux, Théâtre national de Strasbourg, tournée
- 2010 : Maison de poupée d'Henrik Ibsen, mise en scène Jean-Louis Martinelli, Théâtre Nanterre-Amandiers
- 2012 : Maison de poupée d'Henrik Ibsen, mise en scène Jean-Louis Martinelli, Théâtre Nanterre-Amandiers, CDDB-Théâtre de Lorient, Théâtre national de Nice, Schauspielhaus, Théâtre du Gymnase
- 2017 : Bella Figura de et mise en scène Yasmina Reza, Théâtre Liberté (Toulon), Théâtre national populaire (Villeurbanne), La Criée
- 2018 : Baby de Jane Anderson, adaptation de Camille Japy, mise en scène Hélène Vincent, Théâtre de l'Atelier

## Distinctions
- Festival de ColCoa 2018 : Prix du jury du court-métrage pour Petites filles[5]
- Festival international du film de Kiev Molodist 2018 : Meilleur court-métrage pour Petites filles[6]